# Fukue
Fukue (福江市?, Fukue-shi) era una città situata nelle isole Gotō (prefettura di Nagasaki), in Giappone. Il  1º agosto 2004, Fukue è stata fusa con le vicine municipalità di Kishiku, Miiraku, Naru, Tamanoura e Tomie, che facevano parte del distretto di Minamimatsura, per formare la nuova città di Gotō.
La città fu fondata il 1º aprile 1954; nel 2003 aveva una popolazione di 26.886 abitanti e una densità di 170,01 abitanti per km². La superficie totale era di 158,14 km². Nelle vicinanze è presente l'Aeroporto Gotō-Fukue. Prima della fusione e della conseguente soppressione, Fukue era la più grande città dell'arcipelago delle Gotō.
| Controllo di autorità | VIAF (EN) 251165886 · NDL (EN, JA) 00378996 |